# Durgerdam

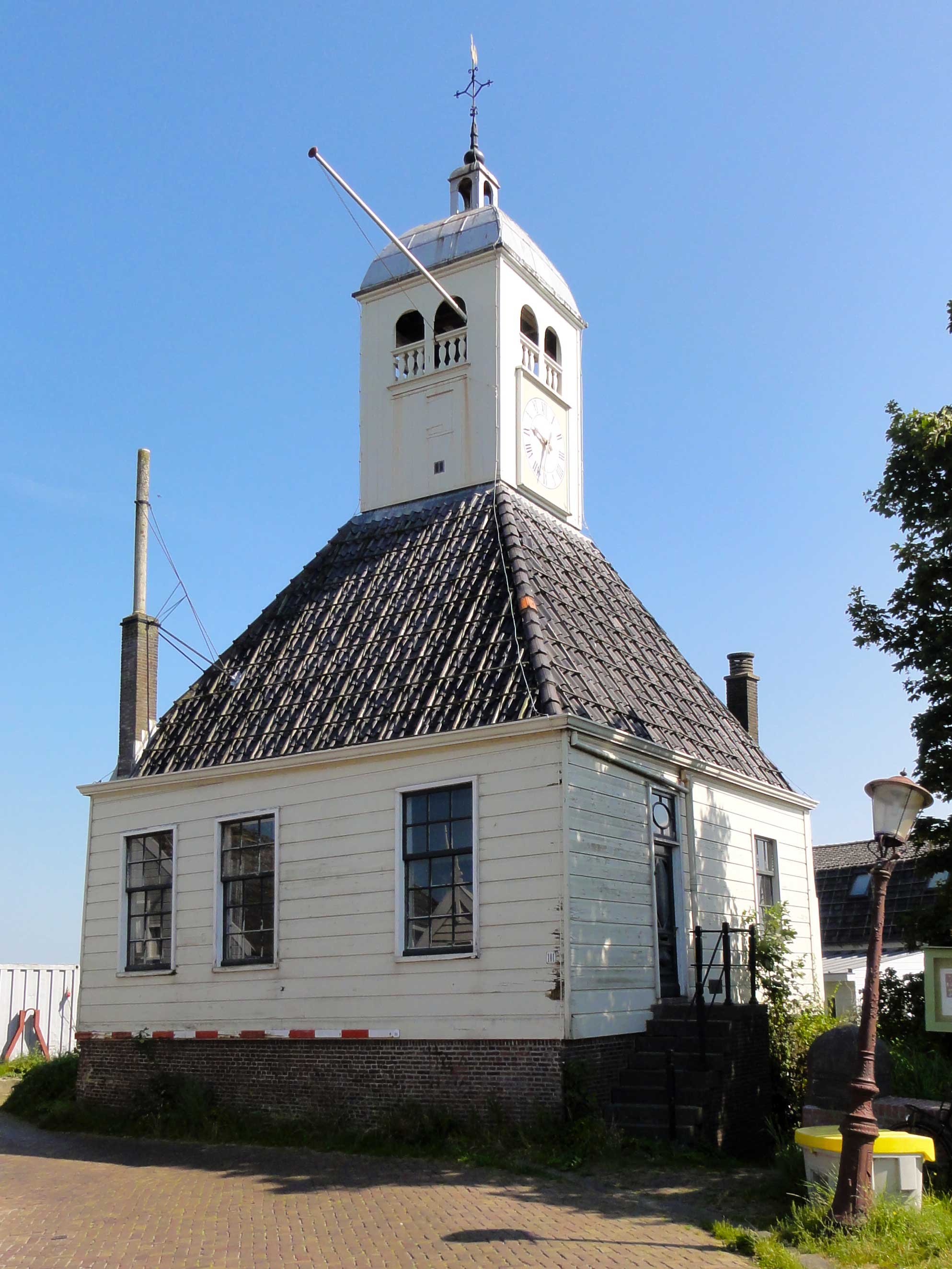
De 'kapel', voormalig raadhuisje en school aan de haven.

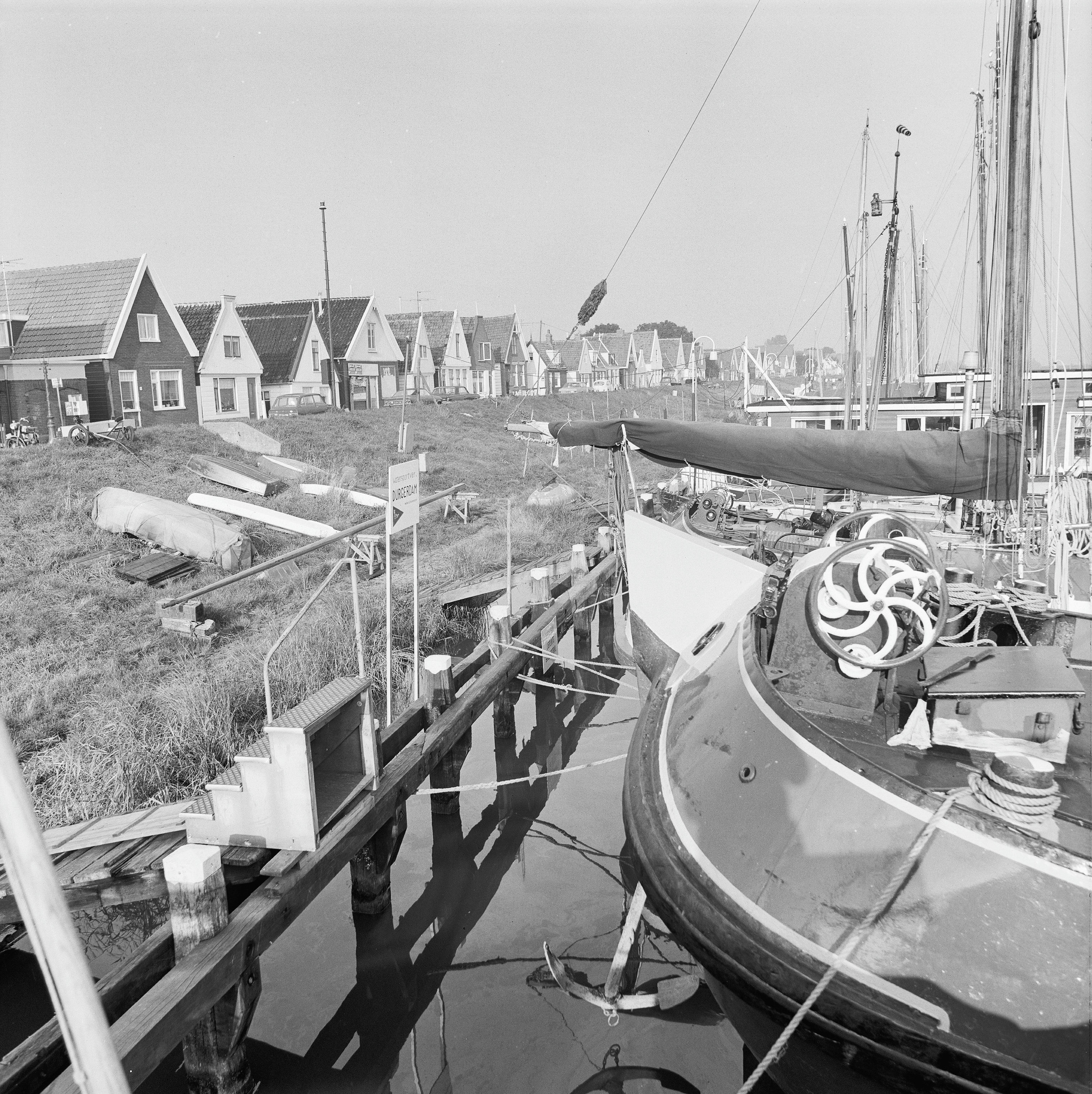
De haven van Durgerdam.

Durgerdam is een dijkdorp in Landelijk Noord, het landelijke deel van het Amsterdamse stadsdeel Noord (in de Nederlandse provincie Noord-Holland). Het dorp heeft de status van beschermd dorpsgezicht. Kortstondig tussen 1811 en 1816 maakte Durgerdam deel uit van de gemeente Nieuwendam en tussen 1818 en 1921 van de gemeente Ransdorp, totdat die opging in de gemeente Amsterdam.
Durgerdam ligt in de zuidoosthoek van de streek Waterland, aan het IJmeer, een deel van het Markermeer, de voormalige Zuiderzee.

## Geschiedenis
In 1421 zorgde noodweer voor een grote overstroming van de Zuiderzee: de Sint-Elisabethsvloed. Om herhaling van een dergelijke ramp te voorkomen kregen de mensen in dit gebied in 1422 toestemming een zeedijk aan te leggen, die de Waterlandse Zeedijk werd genoemd. In de bocht van die dijk ontstond het dorp Durgerdam.
De oorspronkelijke naam, in de loop der eeuwen verbasterd, luidde Ydoornickerdam, naar het door de Sint-Elisabethsvloed verzwolgen gehucht IJdoorn. Dit gehucht bevond zich bij het Vuurtoreneiland in wat nu de buitendijkse polder IJdoorn, tegenwoordig een natuurgebied, is.
In vroeger eeuwen waren vooral scheepvaart en handel middelen van bestaan. Toen daar in de achttiende eeuw minder emplooi was, stapten velen over op de visserij. Met de afsluiting van de Zuiderzee, in 1932, verdween ook die inkomstenbron grotendeels. Tegenwoordig zijn vele inwoners forensen. Er is ook enige toeristische bedrijvigheid (horeca).
Tot de historische gebouwen behoren: de protestantse Kerk van Durgerdam en een gebouw uit 1687 met klokkentoren dat bekendstaat als de Kapel maar dat niet-religieuze functies heeft gehad zoals school en raadhuis.
De kerk staat aan een zijstraat van de dijk. Het is een waterstaatskerk uit 1840 met begraafplaats. Het zaalvormige kerkgebouw heeft door lisenen gelede zijmuren en een dakruiter. Op dezelfde plek stond eerst een andere kerk, uit 1642. Die had zo zwaar te lijden gehad onder diverse stormen en de Stormvloed van 1825, dat het kerkbestuur een nieuwe kerk noodzakelijk achtte. Bij de bouw werden veel stenen uit de oude kerk hergebruikt. Ook de preekstoel, enkele kroonluchters en de luiklok van Pierre Hemony werden overgenomen.

## Drie Durgerdammers op een ijsschots
Durgerdam is mede bekend geworden door een beroemde gebeurtenis, halverwege de 19e eeuw, waarbij drie mannen veertien dagen op een ijsschots op de toenmalige Zuiderzee ronddreven. De strenge winter van 1849 zorgde voor veel ijs op de Zuiderzee. Dat had tot gevolg dat de vele vissers geruime tijd hun brood niet konden verdienen. Vissers gingen vaak het ijs op om te 'botkloppen', dit is het door een wak in het ijs vangen van bot die zich onder het ijs bevindt.
In Durgerdam gingen op 13 januari 1849 een zekere Klaas Bording en zijn zonen Klaas junior en Jacob met hun slee het ijs op. Ze wilden gaan vissen en hadden slechts een kan warme koffie, wat gedroogde vis en roggebrood bij zich.
Op een geschikte plek hakten ze een gat in het ijs en lieten een visnet in het water zakken. Door met stokken op het ijs te slaan werden de vissen gelokt, het zgn. 'botkloppen'. De vangst was die dag uitermate goed. Toen het drietal weer naar Durgerdam terug wilde keren, zag vader Bording dat het ijs van het vasteland was losgeraakt.
De vissers dreven op een ijsschots verder de Zuiderzee op. Daarbij begon het ook nog mistig te worden en was er al gauw geen land meer te zien. Zo'n veertien dagen lang dreef het drietal op het water van de Zuiderzee en hield zich in leven met het eten van de gevangen rauwe bot. De schots dreef naar het noorden en kwam op dreef op korte afstand langs de stad Enkhuizen. Een week is er weliswaar een reddingsboot op zoektocht gegaan, maar de vissers werden niet gevonden. Door toeval konden ze na veertien dagen op 27 januari bij Vollenhove worden gered. Toch overleefde alleen de jongste zoon Jacob dit drama.

## Openbaar vervoer
Van 1930 tot 1932 reed de Gemeentetram Amsterdam in de spitsuren bus M naar Schellingwoude en Nieuwendam. In 1949 werd door de Enhabo een volledig op Amsterdams grondgebied gereden nieuwe lijn 5 geopend. Sinds 1966 werd de exploitatie door GVB buslijn 30 uitgevoerd. Sinds 3 februari 2018 rijdt er geen bus meer en is de lijn uitbesteed als vraagafhankelijk openbaar vervoer aan taxibedrijf Staxi.

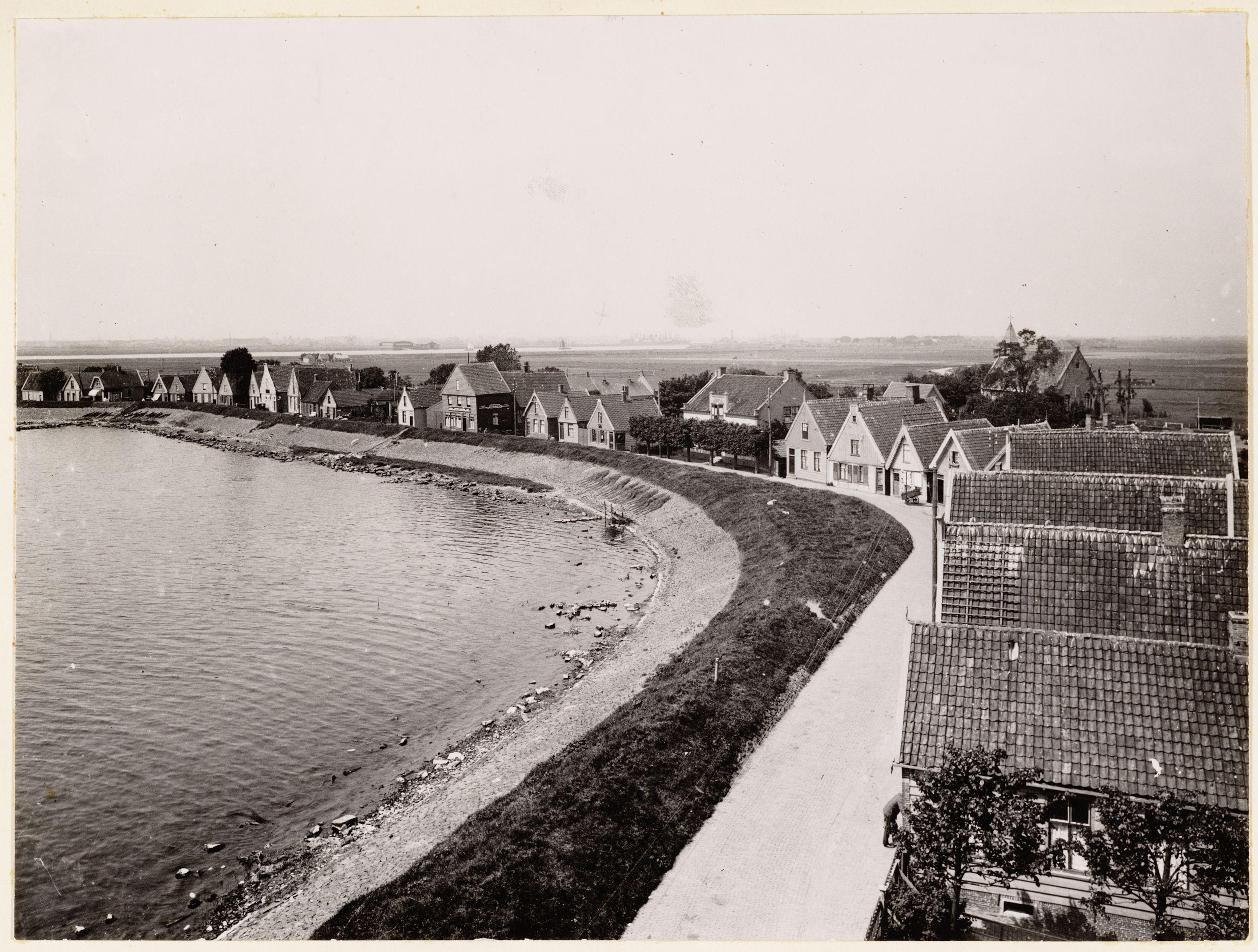
Zicht over Durgerdam vanaf de 'Kapel'; 1932.
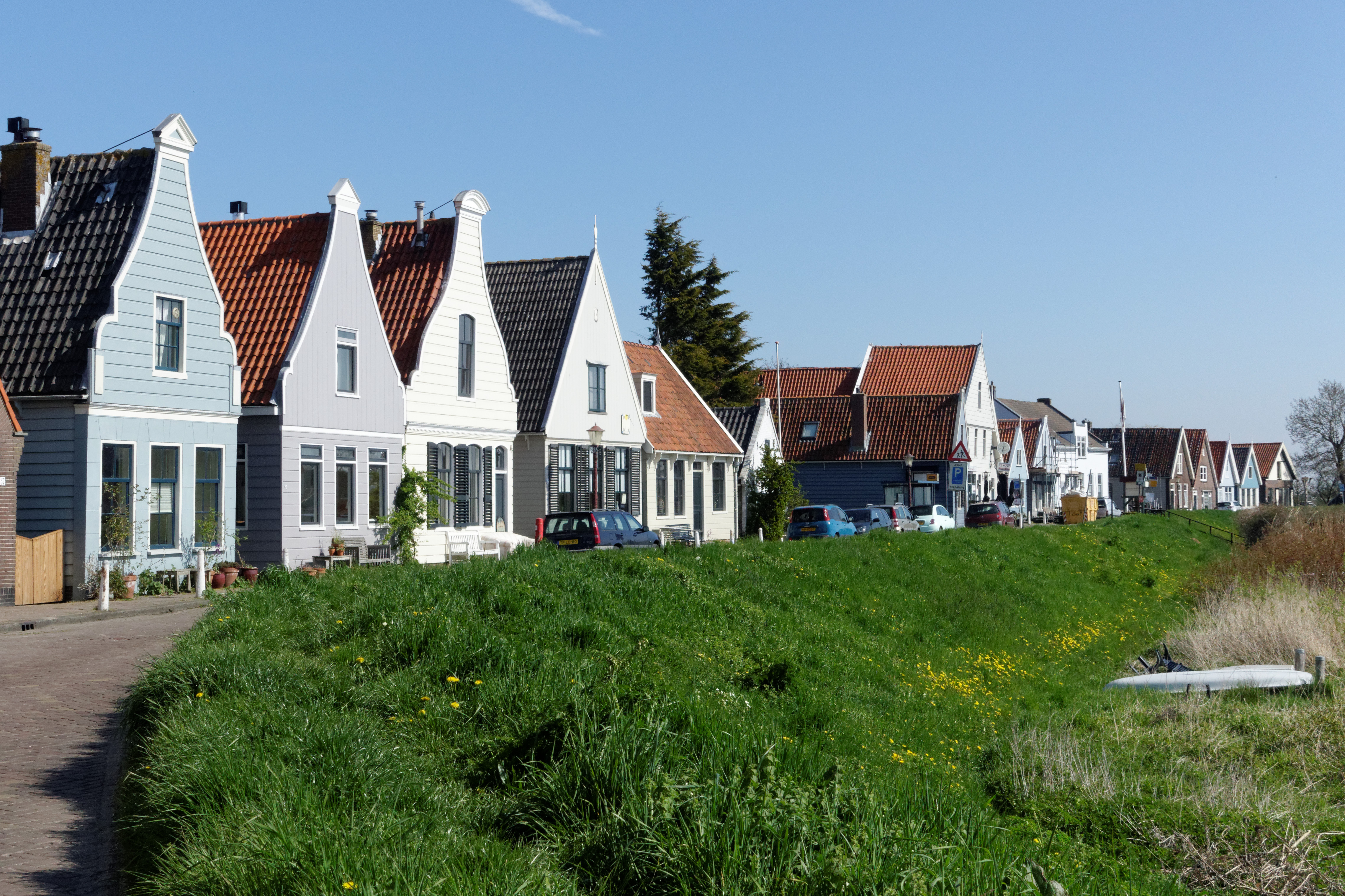
Karakteristieke dijkwoningen langs de Durgerdammerdijk; 2015.
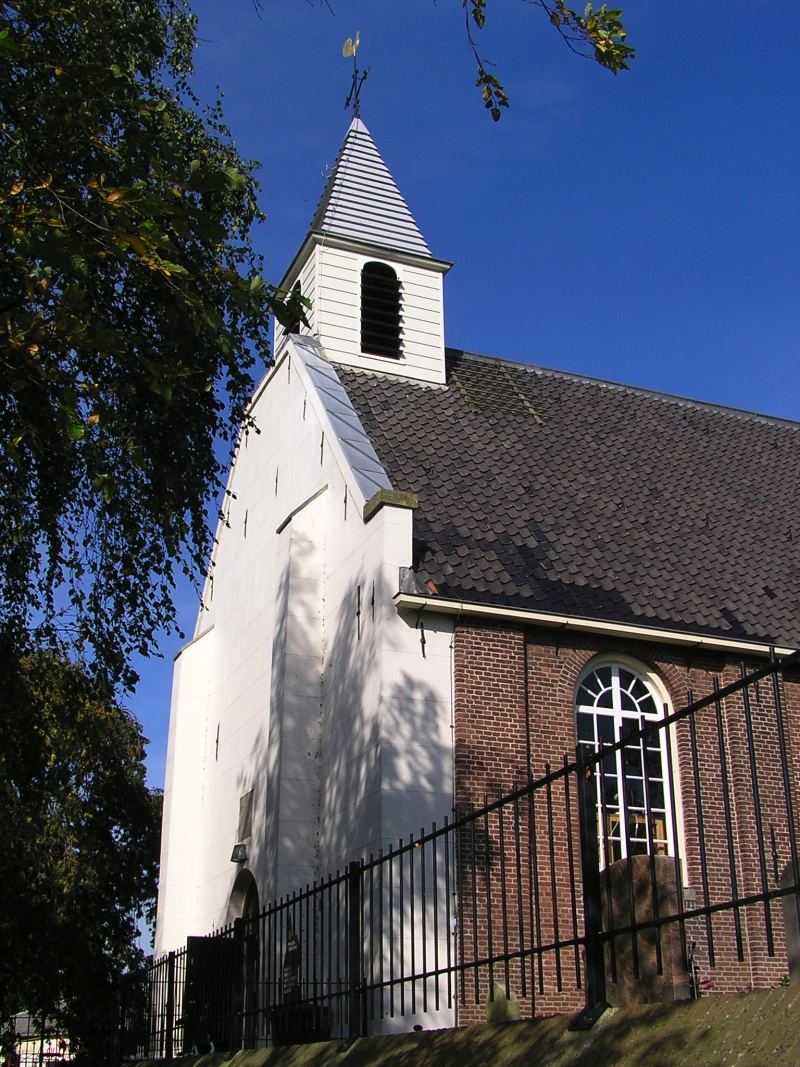
Kerk van Durgerdam
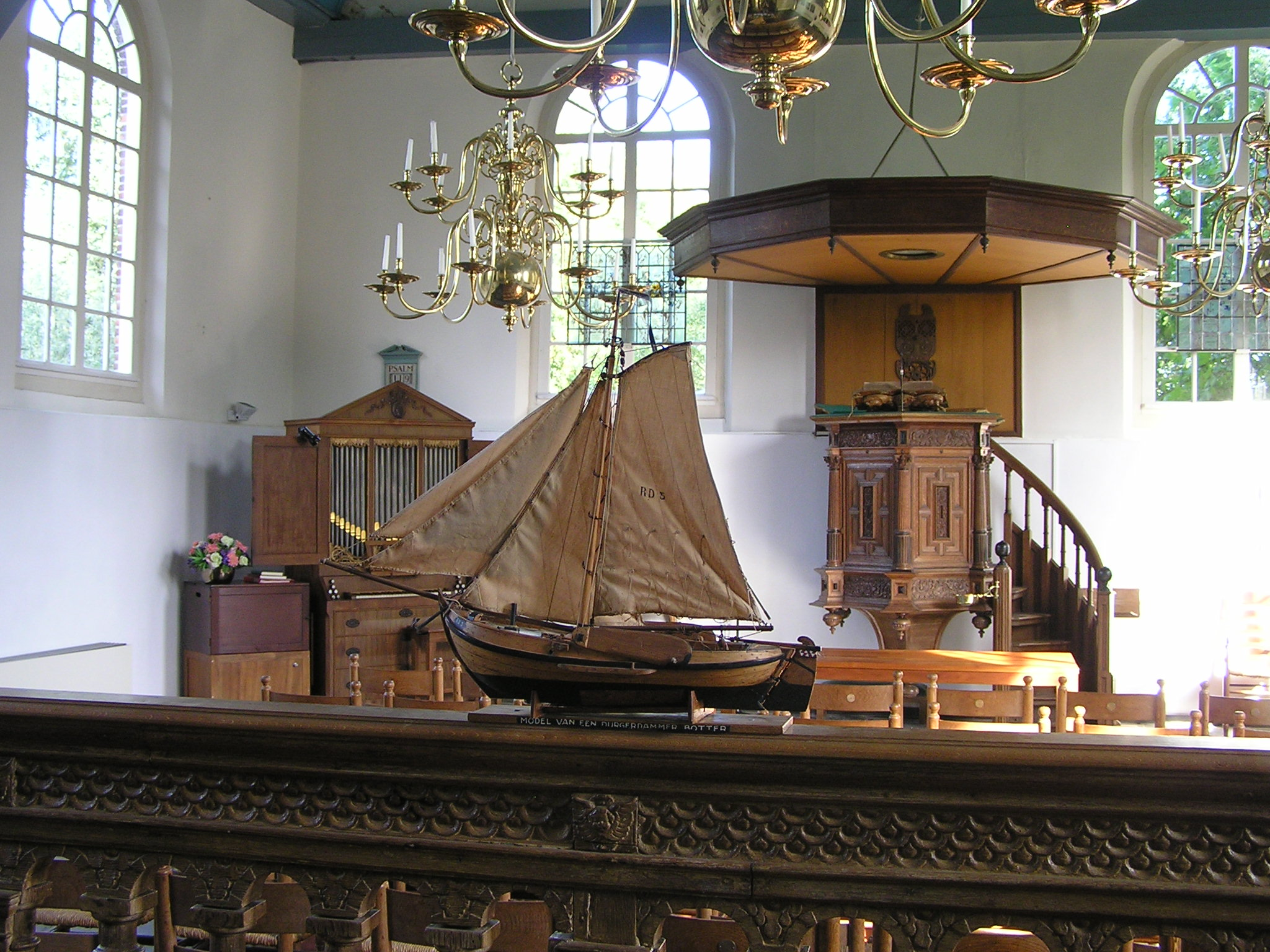
Interieur Kerk van Durgerdam
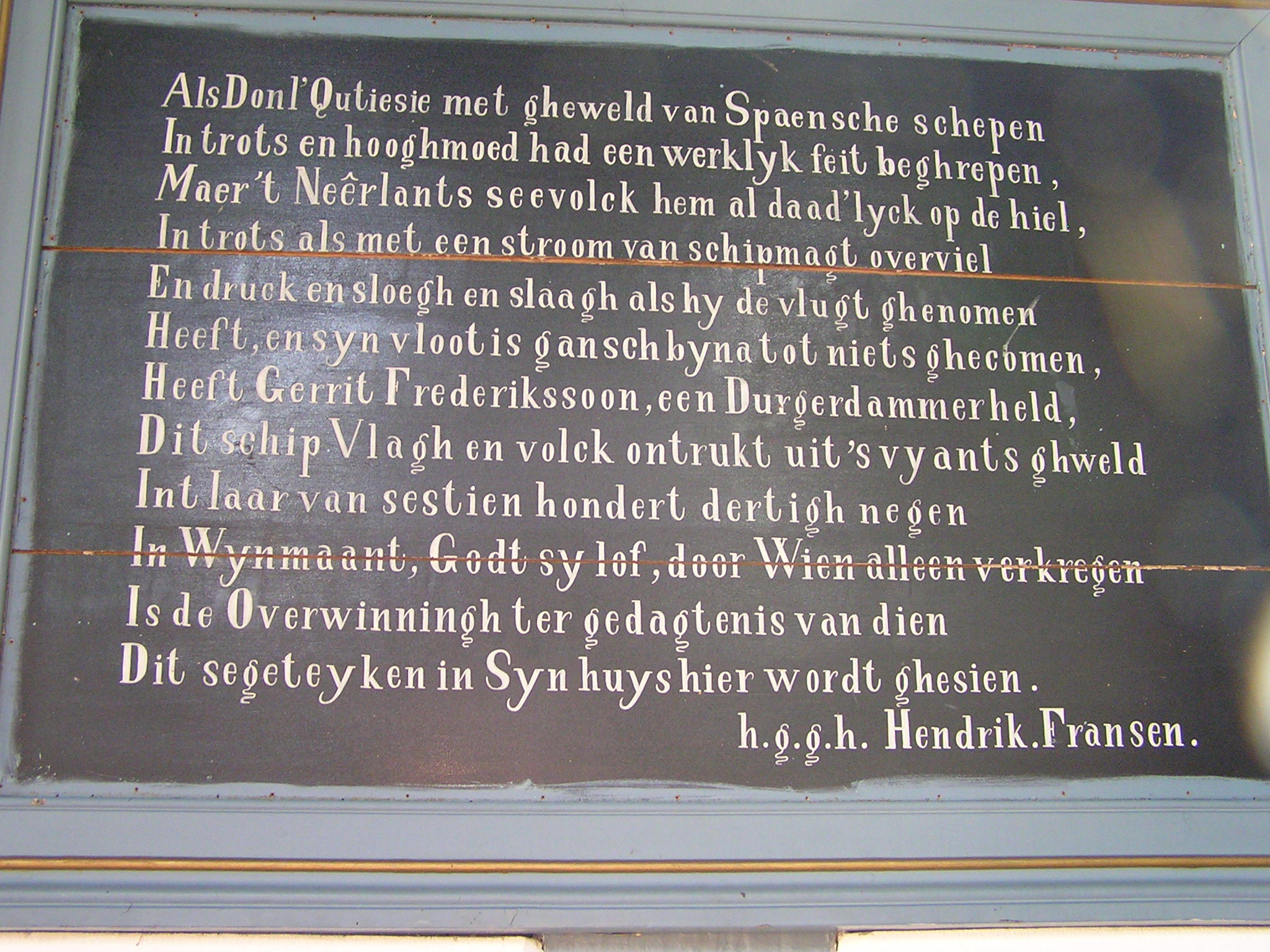
Gedenkplaat voor Gerrit Frederikssoon